# Верхній Городець
Верхній Городець (рос. Верхний Городец) — присілок у Брасовському районі Брянської області Росії. Входить до складу муніципального утворення Веребське сільське поселення.
Розташоване за 1 км на північний захід від села Чаянка. Постійне населення з 2008 року відсутнє.

## Історія
Згадується з XVII століття в складі Самовської волості Карачевського повіту; в 1778—1782 в Луганському повіті Орловського намісництва. З 1782 по 1928 рр. — В Дмитрівському повіті Орловської губернії (з 1861 — у складі Хотіївської волості, з 1923 в Глодневської волості).
Належало до парафії села Чаянка. У XIX столітті — володіння Зінов'євих, Коренєвих.
З 1929 року — в Брасовського районі. З 1920-х рр. до 2005 року входило до Чаянської сільради.

## Населення
Постійне населення з 2008 року відсутнє.
У минулому населення було таким:
| Роки      | 1858 | 1866 | 1893 | 1979 | 1989 | 2002 | 2010 |
| --------- | ---- | ---- | ---- | ---- | ---- | ---- | ---- |
| Населення | 107  | 122  | 129  | 63   | 25   | 6    | 0    |